# Basina

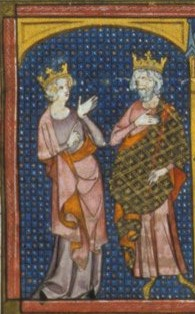
Basina e Childerico

Basina (fl. V secolo) era la regina consorte, moglie del re merovingio Childerico I, del regno dei Franchi Sali, dal 464 al 481.

## Biografia
Le notizie su Basina sono ricavate dal seguente brano del vescovo Gregorio di Tours:
In questo brano, Godefroid Kurth crede che tutto ciò che possiamo ricordare è che Childerico abbia sposato una donna della Turingia di nome Basina, e il resto della storia è leggenda popolare.

## Leggenda merovingia

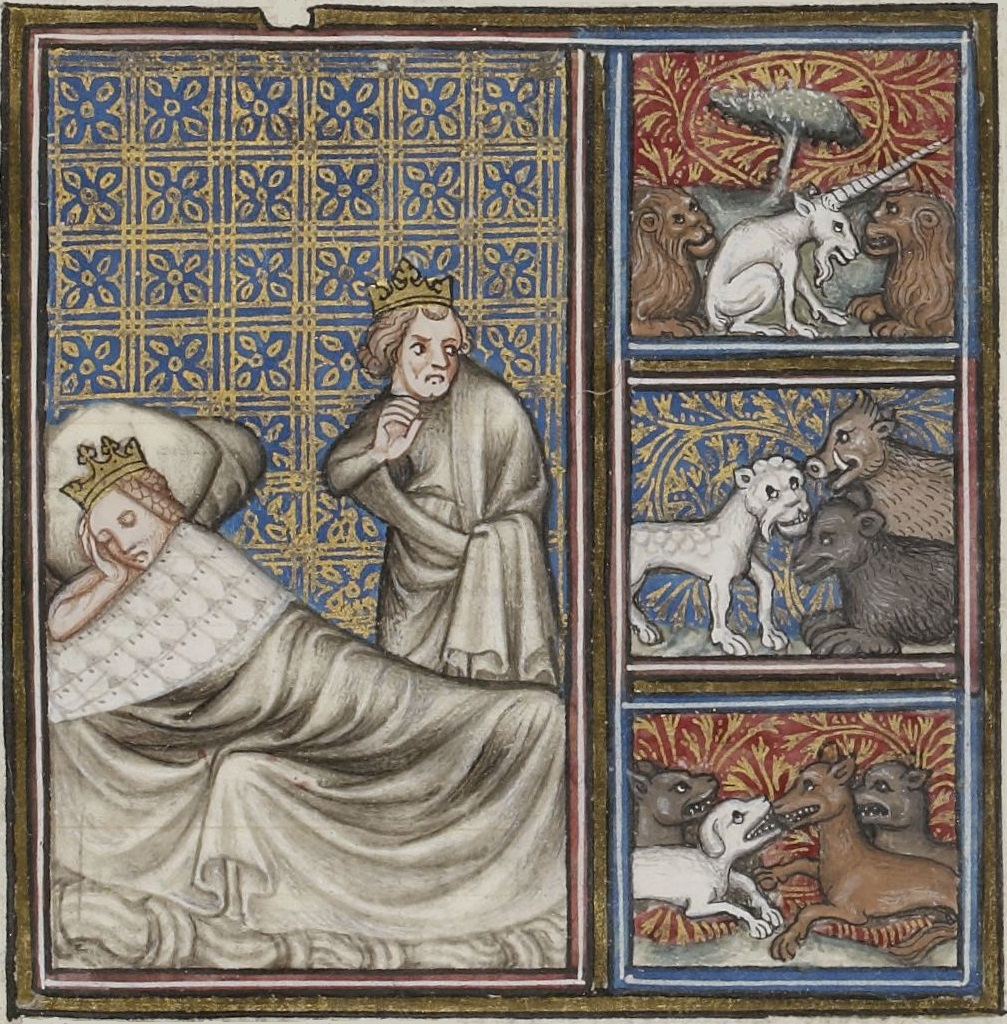
Visioni di Childerico e della regina Basina. Miniatura tratta dalle Grandes Chroniques de France.

Secondo le cronache di Gregorio di Tours, di Fredegario e dell'anonimo autore (VIII secolo) del Liber Historiæ Francorum che scrisse ricalcando le cronache di Gregorio di Tours, Basina incontrò Childerico I re dei Franchi Sali.
Alla loro prima notte di nozze, Basina domandò a Childerico di guardare dalla finestra e di dire cosa vedeva. 
Childerico disse : « Io vedo un leone con un liocorno e degli animali assoggettati che sono molto contenti e che rispettano il leone. »
Basina gli rispose : « Ritorna alla finestra, cosa vedi ? »
Childerico disse : « Io vedo un orso e un leopardo e dei sciacalli che gli mordono le zampe e degli assoggettati che abbassano la testa e non festeggiano più. »
Basina gli domandò : « Cosa vedi ora ? »
Childerico disse : « Io vedo cani, sciacalli e avvoltoi che combattono e gli assoggettati infelici ! »
Al mattino seguente, Basina gli rivelò il significato delle visioni che aveva avuto : « Tu avrai un figlio, si chiamerà Clodoveo. Egli sarà possente, amplierà il regno, dove sarà rispettato, dove le genti si rispetteranno e saranno felici. Poi verranno i suoi discendenti che proveranno a mantenere le regole ma delle cattive persone cercheranno di toglier loro il potere, infine cani, sciacalli e avvoltoi, con cupidigia si batteranno per avere il potere e i sudditi saranno infelici. »

## Figli
Childerico, dalla moglie, Basina, ebbe quattro figli:
- Clodoveo, futuro re dei Franchi Sali[2]
- Landechilde, che, in un primo tempo, si era convertita all'arianesimo, si convertì al cattolicesimo e fu battezzata assieme al fratello[4]
- Audofleda, che sposò Teodorico il Grande[5], facendosi battezzare da un vescovo ariano
- Albofleda, che si convertì al cattolicesimo e fu battezzata assieme al fratello[4].